# Sonny Russo
Sonny Russo (20. března 1929 – 23. února 2013) byl americký jazzový pozounista. Pocházel z hudební rodiny a již od dětství hrál na housle a klavír. Svou kariéru zahájil ve věku patnácti let v kapele svého otce. Roku 1947 začal hrát ve skupině pozounisty Buddyho Morrowa a později působil v orchestru Eddieho Sautera a Billa Finegana. Přes dvacet let spolupracoval se zpěvákem Frankem Sinatrou (1967–1988) a šest let rovněž působil v orchestru televizního pořadu The Tonight Show (1967–1973). V sedmdesátých letech byl členem souboru World's Greatest Jazz Band, se kterým vystupoval například v Bílém domě pro prezidenta Geralda Forda.